# 39382 Opportunity
Opportunity (asteróide 39382) é um asteróide da cintura principal, a 3,1690871 UA. Possui uma excentricidade de 0,2002885 e um período orbital de 2 881,33 dias (7,89 anos).
Opportunity tem uma velocidade orbital média de 14,96209242 km/s e uma inclinação de 2,90045º.
Este asteróide foi descoberto em 24 de Setembro de 1960 por Cornelis van Houten, Ingrid van Houten-Groeneveld.